# Rudolph Réti
Rudolph Réti (sérvio: Рудолф Рети, Rudolf Reti) (27 de novembro de 1885—7 de fevereiro de 1957, Montclair, Nova Jérsei) foi um analista musical, compositor e pianista. Ele era irmão mais velho do Grande Mestre de Xadrez Richard Réti.

## Biografia
Reti nasceu em Užice no Reino da Sérvia e estudou teoria musical, musicologia e piano em Viena. Entre os seus professores estava o pianista Eduard Steuermann, um eminente campeão de Schoenberg e um defensor da música moderna. Reti esteve em contato com Schoenberg na época das obras atonais mais antigas do compositor, e em 1911 deu a primeira apresentação de seu Drei Klavierstücke Op.11.

## Obras
- The Thematic Process in Music (1951). ISBN 0837198755.
- Tonality, Atonality, Pantonality: A study of some trends in twentieth century music (1958). ISBN 0313204780.
- Thematic Patterns in Sonatas of Beethoven (ed. Deryck Cooke; 1967)